# 乌尔苏拉·蒂勒曼
乌尔苏拉·蒂勒曼（德語：Ursula Thielemann，1960年1月18日—），德国女子曲棍球运动员。她曾代表西德国家队参加1984年夏季奥林匹克运动会曲棍球比赛，获得一枚银牌。